# Pontes (Einheit)
Pontes, auch Mares oder Ponts-Mares, war ein ägyptisches Volumenmaß, besonders  für Flüssigkeiten. Das Maß mit etwa 18,154 Wiener Maß war ein kleineres von der Artaba.
- 1 Pontes = 80 Pariser Kubikzoll = 1⅗ Liter[2]